# روان‌شناسی اجتماعی (جامعه‌شناسی)
روان‌شناسی اجتماعی (به انگلیسی: social psychology) شاخهٔ از جامعه‌شناسی بوده و روابط میان افراد و اجتماع را مورد مطالعه قرار می‌دهد. هرچند روانشناسی اجتماعی موضوعات مشابه که در شاخه متناظرش در روان‌شناسی نیز به آن پرداخته را نیز مورد مطالعه قرار می‌دهد. این حوزه نسبتاً روی تأثیر ساختار اجتماعی و فرهنگ روی برآمدهای فردی مانند شخصیت، رفتار و موقعیت فرد در سلسله مراتب اجتماعی تأکید بیشتری دارد. محققین به‌طور گسترده روی تحلیل‌های سطح بالاتر تمرکز نموده و اساساً به گروه‌ها و نوع روابط میان مردم می‌پردازند. این حوزه فرعی جامعه‌شناسی به‌طور کلی دارای سه نگرش اساسی است: تعامل‌گرایی نمادین، ساختار اجتماعی و شخصیت و روانشناسی اجتماعی ساختاری.
برخی از موضوعات اصلی که در این حوزه مورد مطالعه قرار می‌گیرند عبارتند از: پایگاه اجتماعی، قدرت ساختاری، دگرگونی اجتماعی-فرهنگی، نابرابری اجتماعی و پیش‌داوری، رهبری و رفتار بین گروهی، مبادله اجتماعی، تضاد گروهی، مدیریت و تشکیل تأثیر گذاری، ساختارهای مکالمه‌ای، اجتماعی شدن، ساخت‌گرایی اجتماعی، هنجارهای اجتماعی و کج‌رفتاری، هویت اجتماعی و نقش‌ها و رنج عاطفی.
روش‌های اصلی برای جمع‌آوری داده، شامل: نمونه‌گیری آماری، مشاهدات میدانی، مطالعات حاشیه‌ی، آزمایش‌های میدانی و آزمایش‌های کنترل‌شده می‌باشد.

## تاریخچه
رویکرد جامعه‌شناختی از روانشناسی اجتماعی با مطالعهٔ چارلز کولی جامعه‌شناس، تحت عنوان «طبیعت انسان و نظم اجتماعی» در ۱۹۰۲ میلادی ظهور کرد که در آن مفهوم خودشناسی در آینه دیگران را معرفی نمود. پس از وی، جامعه‌شناس «ادوارد آلزورت راس» اولین کتاب درسی در حوزه جامعه‌شناسی اجتماعی را تحت عنوان روان‌شناسی اجتماعی را در ۱۹۰۸ میلادی به چاپ رسانید. جیکوب ال. مورنو، چند دهه بعد نخستین ژورنال دانشگاهی این حوزه را تحت عنوان «جامعه سنجی» در ۱۹۳۷ میلادی تأسیس نمود. هرچند نام این ژورنال دانشگاهی در سال ۱۹۷۸ میلادی به روانشناسی اجتماعی تغییر داده شده و سپس یک سال بعد از آن به نام کنونی اش یعنی «فصلنامه روانشناسی اجتماعی» تغییر نام شد.

### مفاهیم بنیادین

#### تعامل گرایی نمادین
ویلیام و دوروتی توماس در دهه ۱۹۲۰ میلادی، چیزی را معرفی نمودند که نه تنها به یک اصل اساسی در روانشناسی اجتماعی بلکه به یک اصل اساسی در کل جامعه‌شناسی مبدل گردید. این دو در ۱۹۲۳ میلادی، مفهوم تعریف وضعیت را معرفی نمودند و متعاقب آن قضیه توماس (یا اصل توماس) در ۱۹۲۸ میلادی معرفی گردید:
اگر انسان‌ها موقعیت‌ها را واقعی تعریف کنند، پیامدهایشان نیز واقعی خواهد بود.— توماس و توماس، کودک در آمریکا: مشکلات رفتاری و برنامه‌ها (۱۹۲۸ میلادی)، p. 572
رابرت کی. مرتن، این تعریف فردیت از وضعیت توسط عاملان اجتماعی، گروه‌ها یا خرده‌فرهنگ‌های فرعی را به عنوان «پیش‌گویی خودشکوفا» تفسیر می‌نماید. این تفسیر وی به یک مفهوم اساسی مبدل گردیده و نظریه تعامل‌گرایی نمادین را شکل می‌دهد.
جورج هربرت مید، فیلسوف دانشگاه شیکاگو و جامعه‌شناس جورج هربرت مید، که آثارشان به‌طور گسترده بر روی کل حوزه روان‌شناسی اجتماعی اثر گذار هستند را عمدتاً به عنوان بنیان‌گذار تعامل‌گرایی نمادین می‌شناسند. با این حال، این جامعه‌شناس هربرت بلومر، همکار و شاگرد هربرت مید در دانشگاه شیکاگو بود که برای نخستین بار نام این چارچوب را در ۱۹۳۷ میلادی بکار برد.

#### نظریهٔ کنش
جامعه‌شناس تالکوت پارسونز در دانشگاه هاروارد در ۱۹۲۷ میلادی، آغاز به توسعه سایبرنتیکی از نظریهٔ کنش کرده و سپس این نظریه توسط شاگرد و همکاری وی، رابرت فرید بیلز، در گروه کوچک تحقیقاتی اقتباس شد. استفاده از «الگوی رمزگذاری» بیلز، تحت عنوان تحلیل فرایند تعاملی، منتج به مطالعات مشاهداتی از تعاملات اجتماعی در گروه‌ها گردید. بیلز در جریان ۴۱ سال تصدی خود در هاروارد، یک گروه ممتاز از روانشناسان اجتماعی در رابطه با فرایندهای گروهی و سایر موضوعات مورد بحث در روانشناسی اجتماعی آموزش داد.

## چارچوب‌های عمده

### تعامل‌گرایی نمادین
مفهوم معاصر تعامل‌گرایی نمادین، از کارهای جورج هربرت مید و ماکس وبر سرچشمه می‌گیرد. بر اساس این چارچوب مدور، تعاملات اجتماعی به عنوان اساسی پنداشته می‌شوند که بر مبنای آنها معانی تعریف می‌گردد؛ معانی که در نهایت روی خود فرایند تعامل اجتماعی تأثیر می‌گذارد. بیشتر تعامل‌گراهای نمادین به خود به عنوان معنای مرکزی دیده که از طریق روابط اجتماعی ساخته شده و در این روابط اثرگذار است.
مکتب ساختاری تعامل‌گرایی نمادین از دانش اجتماعی مشترک چون فرهنگ، زبان طبیعی، نهاد اجتماعی یا سازمان در سطح کلان استفاده می‌نماید تا روال‌های نسبتاً پایداری در تعامل اجتماعی و روانشناسی را در سطح خرد تشریح نماید. برای پژوهش روی این موضوعات معمولاً روش‌های کمی را به کار می‌برد. مکتب آیوا، همراه با نظریه هویت و نظریه کنترل تأثیر‏ از جمله برنامه‌های عمدهٔ پژوهشی در این سنت هستند. دو نظریه اخیر، به ویژه روی روش‌هایی که طبق آن اعمال حالات ذهنی را کنترل می‌کند متمرکز می‌باشند، این امر نشان‌دهنده ماهیت سایبرنتیک این رویکرد بوده و در نوشته‌های مید نیز دیده می‌شود.: 3–5  به علاوه نظریه کنترل تأثیر یک مدل ریاضیاتی از نظریهٔ نقش و نظریه‌ی برچسب‌زنی ارایه می‌کند.
فرایند تعامل‌گرایی نمادین که ریشه در مکتب شیکاگو دارد، می‌گوید مفاهیم نهفته در تعاملات اجتماعی نمادین، معمولاً موقعیتی، خلاقانه، سیال و اغلب بحث برانگیز هستند. بدین لحاظ پژوهش‌گران این سنت به‌طور مکرر از روش‌های کیفی و قوم‌نگارانه‌ای استفاده می‌نمایند. تعامل نمادین، ژورنالی دانشگاهی است که برای مطالعه تعاملات نمادین، توسط اجتماع تأسیس شده بود و در سال ۱۹۷۷ میلادی به یک مجرای مرکزی برای پخش پژوهش تجربی و مطالعات مفهومی که توسط دانشمندان این حوزه تولید می‌شد، مبدل گردید.
تعامل‌گرایی نمادین پسامدرن که مفهوم خود و ماهیت را مفاهیم به‌طور فزایندهٔ چند پارچه و واهی/بی‌پایه می‌پندارد، تلاش بر ایجاد نظریهٔ دارد که داری ویژگی فراروایتی بوده و هیچ برتری از سایر گفتمان‌ها نداشته باشد. این رویکرد در کتاب دستنامهٔ تحقیقات کیفی SAGE‏ با جزئیات بیشتر تشریح شده‌است.

### ساختار اجتماعی و شخصیتی
این نگرش تحقیقی به مطالعه روابط میان نظام‌های اجتماعی بزرگ و رفتار افراد و حالت‌های ذهنی مانند احساسات، رویه‌ها و ارزش‌ها و استعدادهای ذهنی می‌پردازد. برخی پژوهش‌گران روی موضوعات سلامت و این که شبکه‌های اجتماعی چگونه می‌توانند از بیماران به لحاظ اجتماعی حمایت کنند تمرکز می‌نمایند. رویکرد دیگر پژوهش به مطالعه نحوه تأثیر گذاری آموزش، شغل و سایر اجزای کلاس اجتماعی بر ارزش‌ها می‌پردازد. برخی مطالعات تغییر در احساسات را به ویژه هنگام شادی، بیگانگی و قهر در میان افرادی که در موقعیت‌های ساختاری متفاوت قرار دارند بررسی می‌نماید.

### روانشناسی اجتماعی ساختاری
تفاوت روان‌شناسی اجتماعی ساختاری با دو رویکرد بارز دیگر در روان‌شناسی اجتماعی در این است که نظریه‌های این رویکرد سعی بر تشریح ظهور و حفظ ساختارهای اجتماعی توسط بازی‌گران اجتماعی (چه افراد، گروه یا سازمان‌ها) دارند، به‌طور کلی فرض بر این دارد که ساختار اجتماعی دارای ثبات بالاتر است (به ویژه در مقایسه با تعامل‌گرایی نمادین) و از همه مهم‌تر این که فرض می‌نماید که تفاوت ناچیز میان هر کدام از بازی‌گران اجتماعی وجود دارد. هرچند دو رویکرد دیگر در روان‌شناسی اجتماعی تلاش دارد تا واقعیت اجتماعی را از نزدیک مورد بررسی قرار دهد، اما رویکرد روان‌شناسی اجتماعی ساختاری تأکید بر اصل امساک داشته و می‌خواهد بیشترین پدیدارهای ممکن را با گذاشتن کم‌ترین فرضیات ممکن، تشریح نماید. روانشناسی اجتماعی ساختاری از نظریه‌های رسمی که در آنها گزاره‌ها و محدوده صریحاً مشخص شده‌است استفاده بهینه‌تر نموده و محدوده مورد هدف کاربردی را مشخص می‌نماید.